# Estación de Keplerplatz
La estación de Keplerplatz es una estación de la línea 1 del metro de Viena. Se encuentra en el distrito X. Se abrió el 25 de febrero de 1978. Tiene conexión con la línea 14A de autobús.
- Datos: Q1573137
- Multimedia: Keplerplatz metro station / Q1573137